# Съвет на Европейския съюз
Внимание: Съветът на Европейския съюз, Европейският съвет и Съветът на Европа са различни организации, като последната не е институция на ЕС.
Съветът на Европейския съюз (на английски: Council of the European Union; на френски: Conseil de l'Union européenne; на немски: Rat der Europäischen Union) е орган за управление на Европейския съюз (ЕС), който заедно с Европейския парламент осъществява законодателната власт на ЕС. Той е и водещата институция при вземането на решения.
За разлика от другите административни органи той няма постоянен състав, а се състои най-общо казано от ресорните министри на всяка една от страните членки. Затова понякога го наричат с остарялото Съвет на министрите (Council of Ministers) или просто Съвет. Както и Европейският парламент, Съветът е създаден с учредителните договори от 1950-те години.
Работните езици са английски, френски и немски. Седалището на Съвета е в Брюксел, където се провеждат срещите на министерско ниво. Министрите се срещат в Люксембург на редовни заседания през април, юни и октомври.

## Роля
Съветът, заедно с Парламента, определя правилата за всички дейности на Европейските общности, които представляват „първия стълб“ на ЕС: вътрешния пазар и повечето от общите политики. В добавка Съветът носи основна отговорност за дейностите по „втория и третия стълб“ от храмовата структура на съюза – т.е. между правителственото сътрудничество в сферата на общата външна политика и сигурност, и на правосъдието и вътрешния ред. Съгласно чл. 202 на Договора от Маастрихт ролята му е да работи за изграждането на ЕС и трябва да:
- осигурява координирането на общите икономически политики на страните-членки на ЕС,
- да взема решения,
- чрез своите актове да упълномощава Европейската комисия да осъществява правилата, формулирани от Съвета.

На практика, Съветът изпълнява следните функции:
- Законодателна – приема законите на ЕС по препоръка на Европейската комисия и Европейския парламент.
- Приема бюджета на ЕС съвместно с Европейския парламент.
- Външна политика и отбрана – Съветът се стреми да осъществява единна външна политика и политика на отбрана на страните-членки, макар че всяка страна е свободна да ги определя самостоятелно.
- Икономическа политика – Съветът се стреми да осъществява единна икономическа политика на страните-членки.
- Правосъдие – Съветът координира правосъдните системи на страните-членки и по-специално борбата им срещу тероризма.

## Начин на работа
Управлението на Съвета се осъществява от текущото Председателство на Съвета на ЕС, което се сменя на ротационен принцип на всеки шест месеца. Съветът е само един, но той се събира в няколко различни състава или формации, в които участва съответният министър от всяка държава. Съветът в съответствие с процедурния си правилник заседава в десет различни състава, които обсъждат политиките в съответните области.
Съставите са, както следва:
- Общи въпроси;
- Външни работи (включително Европейската политика за отбрана и сигурност и сътрудничеството за развитие);
- Икономически и финансови въпроси (включително бюджетите);
- Правосъдие и вътрешни работи (включително гражданската защита);
- Заетост, социална политика, здраве и въпроси на потребителите;
- Конкурентоспособност (вътрешен пазар, промишленост, изследвания и туризъм);
- Транспорт, телекомуникации и енергетика;
- Селско стопанство и рибарство;
- Околна среда;
- Образование, младеж, култура и спорт, включително аудиовизия.

Председателството бива подпомагано от Генерален секретариат. През 2004 г. Хавиер Солана беше преназначен на поста Генерален секретар на Съвета на ЕС. Той е и Върховен представител на ЕС за външната политика и сигурността и в това си качество подпомага координирането на действията на ЕС на световната сцена.
Работата на Съвета се подготвя от Комитета на постоянните представители на държавите членки към ЕС (COREPER). Посланиците се срещат всяка седмица, за да подготвят дневния ред на Съвета. Въпросите на земеделието се разглеждат от специален комитет за земеделието. Работата на COREPER се подпомага от различни работни групи, съставени от представители на националните администрации на държавите членки.

### Гласуване
Решенията на Съвета се вземат с гласуване, като в повечето области е достатъчно квалифицирано мнозинство. Държавите с по-голямо население имат повече гласове, но връзката население – гласове не е правопропорционална, за да не се ощетяват малките държави. Общо 345 гласа в Съвета се разпределят по страни както следва:
- Германия, Франция, Италия, Великобритания – по 29 гласа
- Испания, Полша – по 27 гласа
- Нидерландия – 13 гласа
- Румъния – 14 гласа
- Белгия, Гърция, Португалия, Унгария, Чехия – по 12 гласа
- Австрия, България, Швеция – по 10 гласа
- Дания, Ирландия, Литва, Словакия, Финландия – по 7 гласа
- Кипър, Естония, Латвия, Люксембург, Словения – по 4 гласа
- Малта – 3 гласа

Съветът взема решения с единодушие в някои особено чувствителни области като външната политика и сигурността, данъчната политика, политиката за предоставяне на убежище и имиграционната политика. Това означава, че всяка държава членка има право да налага вето в тези области.
Освен това всяка от държавите членки може да изиска потвърждение, че гласовете в полза на съответното решение представляват поне 62% от населението на ЕС. Ако това условие не е изпълнено, решението не се смята за прието.

## Разграничения
Съветът на Европейския съюз не трябва да се бърка с Европейския съвет (European Council), който се състои от ръководителите на правителствата на всички държави от ЕС, събира се 4 пъти годишно („среща на върха на ЕС“), и подпомага Съвета на Европейския съюз в разработването на общите политики на високо ниво. Според договора от Лисабон Европейският съвет има официално назначен председател.
Съветът на Европейския съюз не трябва да се бърка и със Съвета на Европа (Council of Europe), който не е институция на ЕС, а международна организация на държавите от Европа.